# Тимолеон Копсахилис
Тимолеон Атанасиу Копсахилис (на гръцки: Τιμολέων Αθανασίου Κοψαχείλης) е гръцки политик от Нова демокрация.

## Биография
Роден е в 1952 година в гревенското село Доцико. Учи в градска инфраструктура в Училището за приложни технологии в Солун. Занимава се с бизнес и е член на Гревенската търговска камара. В 1974 година става член на Нова демокрация. Вицепрезидент е на Центъра за превенция и здравно образование „Хоризонти“ в Гревена (2007 – 2011). Президент е на Индустриалния район на Гревена (2007 – 2009). От 2007 до 2011 година е консултант на ном Гревена. На изборите в 2009 година е заместник-кандидат. Избран е за депутат на изборите на 6 май 2012 година. На изборите на 17 юни 2012 г. е отново избран за депутат от Гревена.